# Guðrún Bjarnadóttir
Guðrún María Bjarnadóttir (Keflavík, 11 dicembre 1942) è una modella islandese incoronata Miss International 1963, quando il concorso era conosciuto con il nome "The International Beauty of 1963" a Long Beach, California.
Proveniente da Keflavík, quando la Bjarnadóttir vinse il concorso aveva venti anni. Poco tempo prima, nel corso dello stesso anno in cui vinse Miss International, aveva partecipato a Miss Nazioni Unite a Palma di Maiorca in Spagna, dove era arrivata quinta .
L'anno precedente invece era stata incoronata Miss Islanda 1962.